# Nickel
För andra betydelser, se Nickel (olika betydelser).
Nickel är ett metalliskt grundämne med det kemiska tecknet Ni och atomnummer 28.

## Kännetecken
Nickel är en silvervit högglänsande metall. Den är en övergångsmetall som tillsammans med järn och kobolt kan räknas till gruppen järnmetaller. Den är hård. Den förekommer i förening med svavel i millerit, med arsenik i mineralen nickelin och skutterudit, och med arsenik och svavel i nickelglans.
På grund av att den är motståndskraftig mot oxidering används den bland annat i mynt. Dess viktigaste användning är i legeringar. Nickel är magnetiskt och ett av de fem ferromagnetiska grundämnena. 
Nickels vanligaste oxidationstillstånd är +2.

## Användning
Omkring 65 procent av det nickel som konsumeras i västvärlden används för att framställa rostfritt stål. Ytterligare 12 procent används i superlegeringar. De kvarstående 23 % av nickelkonsumtionen delas mellan stållegeringar, uppladdningsbara batterier, katalysatorer och andra kemikalier, myntning, gjuteriprodukter och ytbehandling. Den största nickelkonsumenten är  Japan, som använder 169 600 ton om året (2005).
Några av tillämpningarna är:
- Rostfritt stål och andra korrosionsresistenta legeringar
- Nickelstål används för pansarplåt och inbrottssäkra valv
- Legeringen Alnico används i magneter
- Mymetall har särskilt hög magnetisk permeabilitet och används för att skärma av magnetfält
- Monel är en kopparnickellegering som är mycket resistent mot korrosion och används för båtpropellrar, köksförråd och kemiindustrianläggningar
- Minnesmetall som används inom robotik
- Återuppladdningsbara batterier, såsom nickel-metallhydridbatterier och nickel-kadmiumbatterier
- Mynt
- Gitarrsträngar
- I  elektroplätering
- I smältdeglar för kemiska laboratorier
- Många katalysatorer är baserade på nickel. Bland annat används raneynickel för hydrogenering av växtoljor

## Historia
Nickel har använts under lång tid och kan spåras så långt tillbaka som till 3500 f.Kr. Bronser från nuvarande Syrien hade nickelinslag på upp till två procent. Dessutom finns kinesiska handskrifter som antyder att "vit koppar" användes i Asien mellan 1700 och 1400 f.Kr. Eftersom nickelmalm ofta förväxlas med silvermalm är förståelsen av metallen nickel och dess användning av betydligt senare datum. Mineral som innehåller nickel (till exempel kopparnickel, tyska Kupfernickel, egentligen ungefär "förtrollad koppar") var värdefulla för att färga glas grönt. 
Den förste som fastställde att nickel är ett eget grundämne var Axel Fredrik Cronstedt, som år 1751 försökte utvinna koppar från kopparnickel (nickelin), men istället fick fram en vit metall som han kallade nickel. Detta gjorde han i Los gruva i nordvästra Hälsingland. I gruvan, som nu är ett turistmål, bröts även kobolt.
Det första myntet av ren nickel tillverkades 1881.

## Biologisk roll
Många, men inte alla, hydrogenaser (enzym som medverkar i väteprocesser) innehåller nickel förutom  järn-svavelkluster. Nickelcentrum är vanliga i de hydrogenaser vilkas funktion är att oxidera snarare än att utveckla väte.
För vissa växter är nickel nödvändigt. Studier på kycklingar och råttor tyder på att nickel är viktigt för leverns funktion.
I stora koncentrationer är nickel giftigt för de flesta livsformer. Nickel kan också orsaka allergi.

## Förekomst
Större delen av den nickel som utvinns kommer från två sorters malmfyndigheter. De ena är lateriter där de främsta malmmineralerna är nickelhaltig limonit: (Fe,Ni)O(OH) och garnierit : (Ni,Mg)3Si2O5(OH). De andra är magmatiska svavelfyndigheter där det främsta malmmineralet är pentlandit: (Ni,Fe)9S8. 
Det mesta av jordens nickel antas vara koncentrerat till jordens kärna. 

## Utvinning och rening
Nickel kan utvinnas med extraktiv metallurgi. Den största producenten av nickel är Ryssland som utvinner 267 000 ton nickel per år. Australien och Kanada är de andra och tredje största producenterna, med 207 och 189,3 tusen ton per år.
Anrikning, smältning och rostning av malmen ger nickeloxid, som sedan reduceras med kol varpå bildad rånickel renas på elektrolytisk väg. Alternativt utförs reduktionen med vattengas och den efterföljande reningen med Mondprocessen.